# تعيير بالفسق
التعيير بالفسق هو ممارسة لانتقاد الأشخاص، وخاصة النساء والفتيات، الذين يُنظر إليهم على أنهم ينتهكون توقعات السلوك والمظهر فيما يتعلق بالقضايا المتعلقة بالجنس. يستخدم المصطلح لتحسين كلمة فاسقة وتمكين النساء والفتيات من إدارة حياتهم الجنسية. يمكن استخدامه أيضًا للإشارة إلى الرجال المثليين، الذين قد يواجهون رفضًا للسلوكيات الجنسية التي تعتبر منحلة. نادرًا ما يتعرض الرجال المغايرون جنسيًا لالتعيير بالفسق.
تتضمن أمثلة التعيير بالفسق الانتقاد أو المعاقبة على: انتهاك سياسات نظام اللباس من خلال ارتداء الملابس بطرق يُنظر إليها على أنها مثيرة جنسيًا، وطلب الوصول إلى وسائل تحديد النسل، وممارسة الجنس قبل الزواج أو خارج نطاق الزواج أو الجنس الغريزي أو الاختلاطية الجنسية، أو الانخراط في الدعارة. يمكن أن يشمل أيضًا إلقاء اللوم على الضحية بسبب تعرضها للاغتصاب أو الاعتداء الجنسي.

## التعاريف والخصائص
يتضمن التعيير بالفسق انتقاد النساء لانتهاكهن قواعد السلوك الجنسي المقبولة، أي لومهن على السلوك أو الملابس أو الرغبات الجنسية التي تنتهك معايير المجتمع. صرحت الكاتبة جيسالين كيلر: «أصبحت عبارة التعيير بالفسق شعبية إلى جانب مسيرات مشي الفاسقات ووظائفها والتي تماثل «الحرب على المرأة»، مما أدى إلى إنتاج روابط عاطفية أثناء العمل بالإضافة إلى تحسين كلمة «الفاسقة» واعتبارها مصدرًا للقوة والإدارة للفتيات والنساء».
يستخدم الرجال والنساء التعيير بالفسق. ويعتبر التعيير بالفسق بين الفتيات والنساء طريقة لتعلية الغيرة الجنسية «إلى شكل مقبول اجتماعيًا من أشكال النقد الاجتماعي للتعبير الجنسي للفتيات أو النساء». يستخدم المصطلح أيضًا لوصف إلقاء اللوم على الضحية في الاغتصاب وغيره من الاعتداء الجنسي. وذلك من خلال التصريح بأن الجريمة قد نتجت (إما جزئيًا أو كليًا) عن امرأة ترتدي ملابس فاضحة أو تتصرف بطريقة مثيرة جنسيًا، قبل رفض الموافقة على ممارسة الجنس، وبالتالي تبرئة الجاني من الذنب. ويمكن أن يتعرض الأفراد المتساهلون جنسيًا لخطر العزلة الاجتماعية.
يمكن اعتبار التعيير بالفسق شكلًا من أشكال العقاب الاجتماعي وهو جانب من جوانب التمييز على أساس الجنس، فضلًا عن المنافسة الجنسية بين الإناث. تندرج الحركة الاجتماعية في فئة النسوية. وهذا يثير الجدل لأن الأدوار الجندرية لها دور هام في الحركة الاجتماعية. يلقي موضوع التعيير بالفسق الضوء على القضايا الاجتماعية المرتبطة بالمعايير المزدوجة. هذا لأن التعيير بالفسق عادة ما يكون تجاه الفتيات والنساء، ولا يتعرض الفتيان والرجال عادةً له. التعيير بالفسق شائع في أمريكا لأنها ثقافة ذات سياق عالٍ. كونك في ثقافة عالية السياق، فمن الأسهل أن تكون ضحية اللوم. يرتبط التعيير بالفسق بإلقاء اللوم على الضحية.
وجد باحثون من جامعة كورنيل أن المشاعر المشابهة لالتعيير بالفسق ظهرت في سياق الصداقة غير الجنسية مع نفس الجنس. طلب الباحثون من سيدات جامعيات قراءة المقالة القصيرة التي تصف نظيرتهم الخيالية «جوان»، ثم قيمن مشاعرهن تجاه شخصيتها. بالنسبة لإحدى مجموعات النساء، وُصفت جوان بأن لديها شريكين جنسيين مدى الحياة، أما بالنسبة للمجموعة الأخرى، فكان لديها 20 شريكًا. ووجدت الدراسة أن النساء -حتى النساء اللواتي كن أكثر اختلاطية جنسيًا من غيرهن- صنفن جوان التي لديها 20 شريكًا على أن «كفاءتها، واستقرارها العاطفي، وشهوانيتها، وهيمنتها أقل من جوان التي تفاخرت باثنين فقط».

## المجتمع والثقافة

### نبذة تاريخية
لا يوجد تاريخ أو فعل موثق لأصل مصطلح التعيير بالفسق. بل على الرغم من وجود التعيير بالفسق منذ قرون، لكن مناقشته نشأت نتيجة للعلاقات الاجتماعية والثقافية والتعدي على حدود ما يعتبر سلوكًا معياريًا ومقبولًا. ساهمت الموجة النسوية الثانية بشكل كبير في تعريف وعمل التعيير بالفسق. وبالعودة إلى الثورة الصناعية والحرب العالمية الثانية، كان على الرجل أن يكون المعيل وهذا هو دوره الجندري. وشكل الرجال أغلبية القوى العاملة في حين أن النساء عملن اجتماعيًا وتعلمن اعتناق عبادة الأسرة والتدبير المنزلي. وتقول الكاتبة إيميلي بول إن الثورة الجنسية في الستينيات والسبعينيات من القرن العشرين زادت من معدل استخدام تحديد النسل، وكذلك من معدلات ممارسة الجنس قبل الزواج.

### المجتمع الحديث
التعيير بالفسق منتشر على منصات التواصل الاجتماعي، وأكثرها شيوعًا: يوتيوب وإنستغرام وتويتر وفيسبوك. لقد حدث التعيير بالفسق على فيسبوك في تبادلات مثيرة للجدل بين المستخدمين أدت إلى إدانات بالتهديد والمضايقة والتسبب في ارتكاب جريمة. وأفاد مركز بيو للأبحاث أن الشابات هن أكثر أهداف التحرش شيوعًا على شبكة الإنترنت. في إشارة إلى أن 50% من المستجيبات الشابات قد أطلق عليهن أسماء مسيئة أو وصمن بالعار على الإنترنت. وعلى وجه الخصوص، فإن اللواتي تتراوح أعمارهن بين 18 و24 سنة تعرضن لكميات متفاوتة من المضايقات الشديدة بمعدلات عالية بشكل مذهل. وكانت نسبة النساء اللاتي تعرضن للمطاردة على الإنترنت 26%، في حين بلغت نسبة أهداف التحرش الجنسي على الإنترنت 25%.
في المنتدى الدولي لدراسات المرأة، جادلت الباحثة جيسيكا ميغاري بأن هاشتاغ (الرجال ينادونني بأشياء) الذي انتشر على تويتر شكّل حالة للدراسة، ووجِد أنه شكل من أشكال الاعتداء الجنسي عبر الإنترنت. في هذا الهاشتاغ، غردت النساء بشكل جماعي بأمثلة على المضايقات التي تعرضن لها من الرجال. تضمن هذا النوع من المضايقات أي شيء من الإهانات المتعلقة بالمظهر، أو الشتائم، أو حتى الاغتصاب، أو التهديد بالقتل، أي «التعيير بالفسق».
وصفت إديث وارتون في روايتها بيت المرح شخصية ليلي بارت والتي تعتبر مثالًا عن شخصية في الأدب تتعرض لالتعيير بالفسق.

### الإعلام
نشأت مسيرة مشي الفاسقات في تورنتو ردًا على حادثة قال فيها ضابط شرطة تورنتو لمجموعة من الطلاب أنه يمكنهم تجنب الاعتداء الجنسي بعدم ارتداء ملابس تشبه ملابس «الفاسقات». شارك في الجولة السنوية الثانية لأمبير روز في لوس أنجلوس عام 2016 «بضع مئات» من المشاركين. وقع حدث مماثل في واشنطن العاصمة في عام 2014.
احتضنت حركة مشي الفاسقات لقب التعيير بالفسق وانخرطت في عملية الاستقالة. أطلقت رينغروز وآخرون على مشي الفاسقات اسم الحركة الجماعية التي ركزت على الجاني لا على الضحية. أتت عملية الاستقالة من عمل الباحثة النسوية جوديث بتلر. في عملها عام 1997، جادلت بأن التسميات لا تسمي الأفراد وتهمشهم في فئات معينة فحسب، بل إن اللغة تكشف أيضًا عن فرصة للمقاومة.
وصفت كريستال بول تعليقات راش ليمبو خلال جدل راش ليمبو وساندرا فلوك على النحو التالي: «إذا كنت امرأة تدافع عن حقوقك، فأنت عاهرة ويجب أن يخجل والداك منك ويجب أن يكون لنا جميعًا الحق في مشاهدة أشرطة جنسية عنك على الإنترنت. هذا النوع من السلوك الدنيء هو جزء لا يتجزأ من تقليد التعيير بالفسق البالي. عندما تخرج النساء عن الخط، يتعرضن للتحقير وللحط من قدرهن بصمت. إذا قلت إن هيرمان كين قد تحرش بك جنسيًا، فأنت عاهرة. إذا قلت إن قاضي المحكمة العليا كلارنس توماس قد تحرش بك جنسيًا، فأنت عاهرة».
استخدِم التعيير بالفسق كشكل من أشكال التنمر على وسائل التواصل الاجتماعي، إذ يلجأ بعض الأشخاص إلى ما يُعرف بالانتقام الإباحي وهو نشر الصور الحميمة دون موافقة الطرف الآخر. في عام 2012 تعرضت مراهقة كاليفورنيا، أودري بوت، لاعتداء جنسي من قبل ثلاثة فتيان في حفلة. وانتحرت بعد ثمانية أيام من توزيع صور الاعتداء عليها على مجموعة من أقرانها.